# 玖老勢站

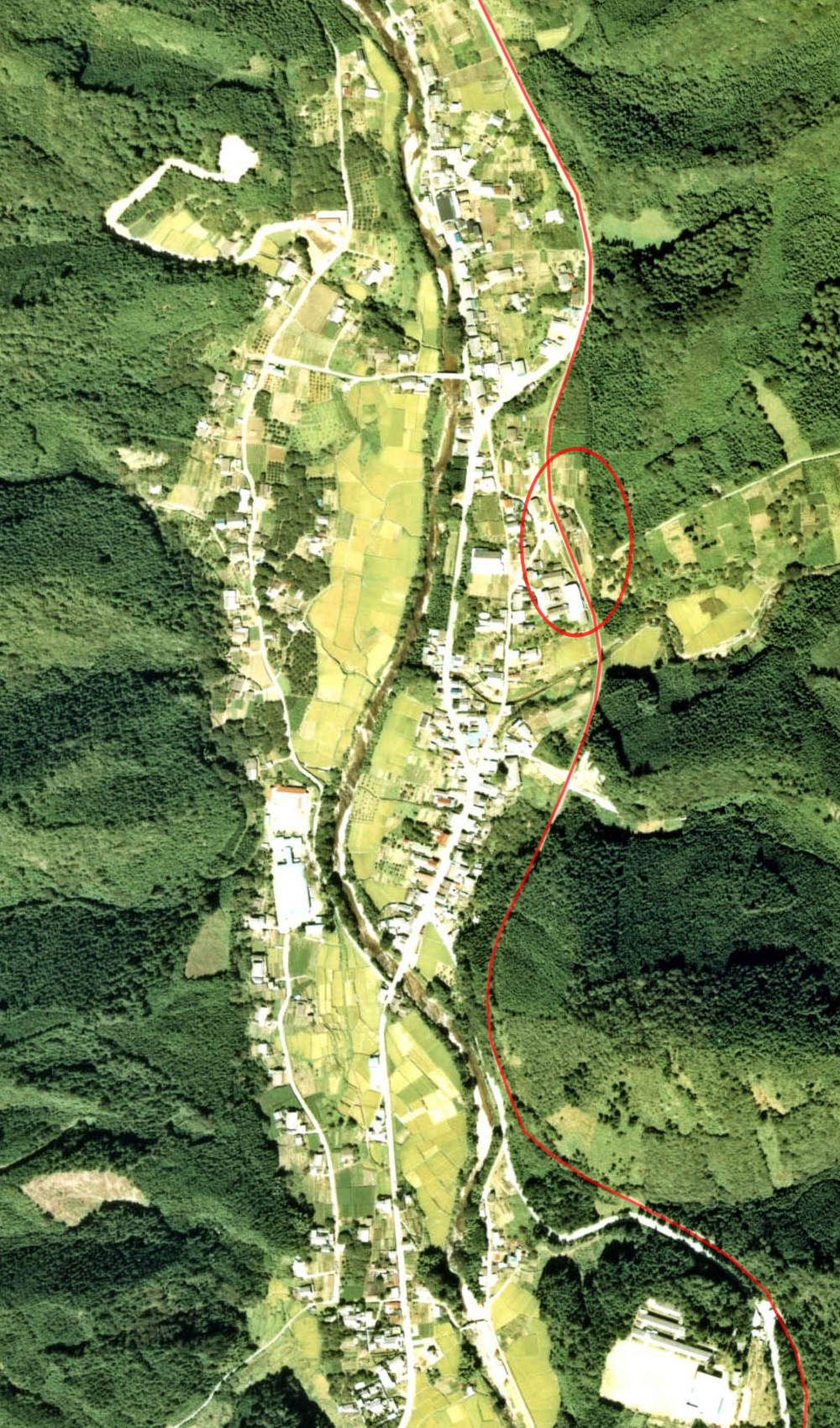
在1977年的玖老勢站遺址與周邊地方。紅色圓圈的地方是車站遺址附近。紅線是田口線的廢線遺跡。

玖老勢站（日语：／ Kuroze eki */?）是位於愛知縣南設樂郡鳳來町（現時：新城市）玖老勢，豐橋鐵道田口線的鐵路車站（廢站）。

## 概要
玖老勢站在1929年（昭和4年）5月22日，田口鐵道的時代啟用。
田口鐵道是連接現時JR飯田線本長篠站與北設樂郡設樂町之間的鐵路。當中第一期線，即本長篠站至三河海老站之間區間開通時，此中途站也同時啟用。而車站所在位置玖老勢是在豐橋和長野縣飯田之間，於伊那街道上的農村，也是鳳來寺村公所的所在地。
在1956年（昭和31年）10月1日，田口鐵道合併至豐橋鐵道後，此站成為豐橋鐵道田口線的車站。隨著田口線廢線，此站也於1968年（昭和43年）9月1日廢除。
在廢線後，田口線安排巴士作為替代服務。截至2012年，與過往田口線走線相近的巴士路線是豐鐵巴士田口新城線。該巴士路線在愛知縣道32號長篠東榮線上行走。在車站附近的玖老勢地區，也有一個名為「玖老勢」的巴士站。另一方面，車站附近的路軌遺址變成了單車徑。

## 車站構造
此站是地面車站，設有1面2線的島式月台。此站是有人車站，截至1956年（昭和31年），站內共有4人當值，包括站長。

## 使用狀況
在1957年度，乘車人次為96,000人（平均1日262人），當中約六成（58,000人）為定期票的乘客。在田口線11座車站中，為第五多人使用的車站。
在同一年度的貨運量方面，發送為16,235公噸，到達為227公噸。在田口線設有貨運業務的7座車站中，此站的貨運量謹次於本長篠站，成為第二多貨運量的車站。於此站裝載的貨物中，包含了於鳳來寺村西邊作手村岩波（現時：新城市作手岩波）出產的矽石。

## 相鄰車站
豐橋鐵道
田口線
鳳來寺－玖老勢－三河大石

## 注腳
1. 1 2  《日本鐵道旅行地圖帳》7號，p.37-38
2. ↑  《鳳來町誌》田口鐵道史編，p.48,64
3. ↑  《角川日本地名大辭典》23，p.1205,2029
4. ↑  Mapion電話帳 玖老勢バス停（日語），2012年9月6日參閱
5. ↑  《新鉄道廃線跡を歩く》3，p.132
6. ↑  白井良和. . 鐵道畫刊 (鉄道図書刊行会). 1986-03, (461): 59 （日语）.
7. ↑  《圖錄》，p.8
8. 1 2  《愛知縣統計年鑑》昭和34年版，p.386
9. ↑  《鳳來町誌》田口鐵道史編，p.138

## 相關項目
- 日本鐵路車站列表 Ku